# جلين لانجان
جلين لانجان (8 يوليو 1917 - 26 يناير 1991)، هو ممثل أمريكي.

## روابط خارجية
جلين لانجان على موقع IMDb (الإنجليزية)
- جلين لانجان على موقع تيرنر كلاسيك موفيز (الإنجليزية)
- جلين لانجان على موقع قاعدة بيانات برودواي على الإنترنت (الإنجليزية)
- جلين لانجان على موقع قاعدة بيانات الأفلام السويدية (السويدية)
- جلين لانجان على موقع إن إن دي بي (الإنجليزية)
- جلين لانجان على موقع قاعدة بيانات الفيلم (الإنجليزية)